# (31938) Nattapong
2000 GL99 (asteroide 31938) é um asteroide da cintura principal. Possui uma excentricidade de 0.16300930 e uma inclinação de 3.63652º.
Este asteroide foi descoberto no dia 7 de abril de 2000 por LINEAR em Socorro.